# Arctornis dialitha
Arctornis dialitha är en fjärilsart som beskrevs av Collenette 1938. Arctornis dialitha ingår i släktet Arctornis och familjen tofsspinnare. Inga underarter finns listade i Catalogue of Life.